# A Sailor's Sweetheart
A Sailor's Sweetheart is een Amerikaanse filmkomedie uit 1927 onder regie van Lloyd Bacon.

## Verhaal
Cynthia Botts is een oude vrijster, die de leiding heeft over een meisjesschool. Wanneer ze een fortuin erft, maakt ze een reis naar Hawaï om er een man aan de haak te slaan. Ze treedt in het huwelijksbootje met Mark Krisel, die behalve een gigolo ook nog een bigamist blijkt te zijn.

## Rolverdeling
| Acteur           | Personage         |
| ---------------- | ----------------- |
| Louise Fazenda   | Cynthia Botts     |
| Clyde Cook       | Sandy McTavish    |
| Myrna Loy        | Claudette Ralston |
| William Demarest | Detective         |
| John Miljan      | Mark              |
| Dorothea Wolbert | Lena Svenson      |
| Tom Ricketts     | Professor Meekham |